# Samoborska gromotulja
Samoborska gromotulja (samoborska tarica, lat. Alyssum montanum subsp. pluscanescens, sin. Alyssum samoborense, Alyssum montanum ssp. Samoborense) podvrsta sive gromotulje (Alyssum montanum), porodica krstašica. Endem u Hrvatskoj u općini Samobor. Raste jedino u dolini Lipovečke Gradne uz kamenolom Smerovišće.
To je busenasta biljka žutih cvjetova s četiri srcolike latice unakrsno smještene, i listova prekrivenih s obje strane zvjezdastim dlačicama.